# Бобры идут по следу
«Бобры идут по следу» — советский кукольный мультфильм для детей о дружбе, находчивости и смекалке, который был снят в 1970 году режиссёром Михаилом Каменецким. Продолжение мультфильма «Осторожно, щука!».

## Сюжет
Действие мультфильма происходит в заповеднике, в котором запрещена ловля рыбы. Охраняет местный водоём старый бобр с ружьём. Озорной бобрёнок будит сторожа выстрелом из ружья, и тот рассказывает, что раньше только щука ловила в водоёме окуней. После того, как щуку выловили и поместили в школу в аквариуме, охрана, как считает охранник, уже совсем и не нужна, поэтому старый бобр спит на своём посту и ничего не видит и не слышит. Однако, как считает сторож, так можно и простуду схватить.
Опоздавший бобрёнок приходит на урок к бобру-учителю. Едва он начал рассказывать первую строфу басни Крылова «Лебедь, Щука и Рак», щука вмешивается — ей невдомёк, причём здесь лебедь. А когда бобёр-учитель начал учить щуку правильно обращаться к учителям, та перегрызла указку. Бобрёнок, несмотря на уговоры учителя, что указка не его, это школьное имущество, смеётся над ним, но щука в попытке его схватить рвёт курточку. Бобрёнок-девочка принялась зашивать дырку в курточке бобрёнка-мальчика. Но неожиданно кто-то крадёт щуку вместе с аквариумом, и бобрёнок бросается в погоню. Учитель его задерживает — он не может в таком виде бросаться в погоню.
Около водоёма молодые бобры-сыщики находят обглоданные рыбьи кости. Сыщики начинают расследование. Сначала они начинают подозревать маленького оленёнка, так как на месте происшествия обнаруживают следы копыт. Но размер копыт не совпадает, поэтому они начинают подозревать взрослого оленя. Впрочем, и он оказывается невиновен, потому что вообще не питается рыбой, ибо она «илом пахнет».
Через некоторое время бобрята вновь обнаруживают кости. На этот раз они выходят на след змеи, но та тоже оказывается невиновной, и по той же самой причине — рыба не входит в её рацион. Бобрёнок пытается привлечь змею к «ответственности», однако та не выдерживает такой наглости и хватает бобрёнка хвостом, дабы ужалить его. Бобрёнок-девочка спасает бобрёнка-мальчика, обещая змее, что «он больше не будет сыщиком». Тем не менее становится ясно, что преступник обманывает сыщиков, специально оставляя следы других животных.
Сыщикам приходится идти на хитрость. Один из бобров прячется в пне, дожидаясь преступника. Выясняется, что щуку стащил её старый знакомый рак: он украл щуку и начал выпускать её в водоём, чтобы та питалась окунями. Когда рак закурил, бобрёнок закашливается от табачного дыма, который рак пустил в пень. После того, как рак и щука уходят, дятел приводит бобрёнка в чувство, и тот устраивает слежку за ними и обнаруживает их логово. Оленёнок просит друзей принять его, но те не соглашаются — рога у него слишком маленькие, и все над ним смеются. В досаде оленёнок расплакался, но бобрёнок его успокаивает и ставит на голову ухват, как будто это настоящие рога.
Ночью бобрята проплывают через водоём. Оленёнок плавать не умеет, поэтому он перебирается на другой берег через кочки.
Пока рак и щука спали, защитники закона организуют операцию: озорной бобрёнок проникает в логово через крышу и связывает рака. Когда его шорты зацепились за клешню рака, щука просыпается от кошмара и кричит: «Полундра!». Рак просыпается и бросается в погоню за бобрёнком. Во время погони он ломает кровать, а бобрёнок бросает раку под колёса кровати бревно. Затем он прицепляет кровать к якорю и просит друзей тянуть кровать с раком, чтобы подвесить его. Потом бобрята проникают в логово и выносят аквариум с щукой. Та перегрызает верёвку, которой подвесили рака, и тот по команде щуки пытается расправиться с бобрятами. Оленёнок «бодает» рака — он прибивает его ухватом к дереву. Рак, будучи не в силах освободиться, кричит бобрам вдогонку: «Ну, погодите! Я ещё до вас доберусь!»
В конце мультфильма все напевают песню и идут в школу.

## Герои мультфильма
| Герой                 | Описание |
| --------------------- | --- |
| Старый бобёр-охранник | Охраняет водоём, в котором запрещена ловля рыбы. |
| Бобрята-сыщики        | Все они олицетворяют в мультфильме закон и справедливость. Они очень рьяно защищают букву закона, проявляя при этом упорство и хитрость. В итоге они добиваются своего и ловят преступников. Толстый бобрёнок всё время ест батон и бутерброд с колбасой от голода, худой бобрёнок озорной. |
| Оленёнок              | В мультфильме он появляется как подозреваемый в преступлении. Но оказывается невиновным и вливается в команду бобров, помогая им в проведении операции по ловле преступника. |
| Взрослый олень        | Один из подозреваемых. |
| Змея                  | Одна из подозреваемых. |
| Щука                  | В приквеле её ловят и передают в школу. Но оттуда щуку крадёт рак и начинает выпускать в водоём, чтобы она питалась окунями. Живёт у него дома в аквариуме. |
| Рак                   | Хитрый и ловкий преступник, друг щуки. Он выкрал её и выпускал в водоём, тем самым нарушая закон. В итоге его ловят и передают в руки правосудия. |

## Создатели
| Автор сценария                | Эмиль Брагинский |
| Текст песен                   | Юрий Энтин |
| Режиссёр и Оператор           | Михаил Каменецкий |
| Художники-постановщики        | С. Антонов, В. Балабанов |
| Композитор                    | Владимир Шаинский |
| Звукооператор                 | Владимир Кутузов |
| Редактор                      | Наталья Абрамова |
| Монтажёр                      | Надежда Трещёва |
| Художники-мультипликаторы:    | Вячеслав Шилобреев, Майя Бузинова, Юрий Норштейн |
| Роли озвучивали               | Анатолий Папанов — Рак / Олень, Рина Зелёная — Оленёнок, Мария Виноградова — Бобрёнок-главарь, Зинаида Нарышкина — Змея, Ольга Аросева — Щука, Георгий Вицин — Бобёр-учитель, Тамара Дмитриева — бобрёнок-девочка / толстый бобрёнок, Клара Румянова — дятел |
| Куклы и декорации изготовили: | Олег Масаинов, Марина Чеснокова, Александр Ширчков, Павел Гусев, Лилианна Лютинская, А. Антонов, Екатерина Дарикович, Вера Калашникова |
| под руководством              | Романа Гурова |
| Директор картины              | Натан Битман |

## Релизы на VHS и DVD
| Название                  | Формат    | Дистрибьютор | Другие мультфильмы в издании |
| ------------------------- | --------- | ------------ | --- |
| Самые любимые мультики 18 | VHS       | Союз         | «Пирожок»; «Мишка-задира»; «Всё наоборот»; «Бабушкин зонтик»; «Две сказки»; «Муравьишка-хвастунишка»; «Стёпа-моряк»; «Волк и семеро козлят»                                              |
| Осторожно, щука!          | VHS и DVD | Союз         | «Осторожно, щука!»; «Лошарик»; «Три лягушонка»; «Часы с кукушкой»; «Какой звук издаёт комар?»; «Счастливый Григорий»                                                                     |
| Весёлая семейка           | DVD       |              | «Весёлый огород»; «Три дровосека»; «Хочу быть отважным»; «Жили-были дед и баба»; «Заветная мечта»; «Дереза»; «Три зятя»; «День рождения бабушки»                                         |
| Лесные истории            | DVD       | Крупный план | «Лесной концерт»; «Мишка-задира»; «Лесная история»; «Машенька и медведь»; «Чьи в лесу шишки?»; «Лиса, медведь и мотоцикл с коляской»; «Лесная хроника»; «На лесной тропе»; «Три медведя» |
| Мы за солнышком идём      | DVD       | Крупный план | «Мы за солнышком идём»; «Два жадных медвежонка»; «Кот-рыболов»; «Храбрый заяц»; «Пластилиновый ёжик»; «Бобры идут по следу»; «Пёс в сапогах»; «Чучело-Мяучело»                           |